# Pré-Saint-Évroult
Pré-Saint-Évroult é uma comuna francesa na região administrativa do Centro, no departamento Eure-et-Loir. Estende-se por uma área de 20,79 km². Em 2010 a comuna tinha 301 habitantes (densidade: 14,5 hab./km²).